# ムハンマド・ブン・トゥグジュ
ムハンマド・ブン・トゥグジュ（アラビア語: محمد بن طغج, ラテン文字転写: Muḥammad b. Ṭughj、882年2月8日 - 946年7月24日）は、935年にアッバース朝よりエジプトの総督に任命され（在位：935年8月26日 - 946年7月24日）、969年にファーティマ朝によって征服されるまで自立政権としてエジプトとシリアの一部、およびヒジャーズを統治したイフシード朝の創始者である。また、アッバース朝のカリフから授けられたラカブ（尊称）であるアル＝イフシード（アラビア語: الإخشيد, ラテン文字転写: al-Ikhshīd）の称号によっても知られている。

## 概要
ムハンマド・ブン・トゥグジュ（以下はイブン・トゥグジュと表記し、イフシードのラカブを得て以降はイフシードと表記する）は、アッバース朝とトゥールーン朝に仕えたトルコ人の軍人であるトゥグジュ・ブン・ジュッフの息子として882年にバグダードで生まれた。イブン・トゥグジュはトゥールーン朝統治下のシリアで育ち、父親のもとで軍事と行政の経験を積んだ。その後、905年にトゥールーン朝がアッバース朝によって滅ぼされた際に父親とともに投獄されたものの、906年に解放された。908年には宮廷クーデターに乗じてアッバース朝のワズィール（宰相）であったアル＝アッバース・ブン・アル＝ハサンの殺害に関与し、イラクから逃亡してエジプト総督のタキーン・アル＝ハザリーに仕えた。
エジプトでは西方からファーティマ朝が侵攻してきた際にアッバース朝の実力者で軍の最高司令官のムウニス・アル＝ハーディムに短期間仕えたことをきっかけとしてムウニスによる強力な後ろ盾を得た。イブン・トゥグジュはムウニスとの関係によって最初にパレスチナの総督、ついでダマスクスの総督に任命された。さらに933年にはエジプトの総督に任命されたものの、ムウニスの失脚に伴いこの任命は取り消され、アッバース朝から派遣された新たな総督と戦うことを余儀なくされた。イブン・トゥグジュはこの事態を乗り切ると、935年には再びエジプトの総督に任命され、当時混乱の最中にあったエジプトを軍事力で制圧するととともにファーティマ朝による再度の侵攻をも退けることに成功した。そして938年に祖先のフェルガナ盆地の支配者が称していたイフシードのラカブ（尊称）をアッバース朝のカリフに求め、当時のカリフのラーディーは939年7月にこの要求を認めた。この時以降、イブン・トゥグジュはイフシードの称号でのみ自分を呼ぶように求めた。
イフシードはエジプトを統治していた時期を通じてシリアの支配をめぐり他の地域の有力者と抗争を繰り返した。その治世の初期にはシリア全体を支配下に置いていたが、939年から942年にかけてイブン・ラーイクによるシリア北部の占領を許した。その後、942年にイブン・ラーイクが暗殺されたことを機にシリア北部の支配の回復を目指したものの、今度はイブン・ラーイクと同様にシリアの支配を目論んでいたハムダーン朝との対立を招くことになった。イフシードは944年にラッカでアッバース朝のカリフのムッタキーと面会し、カリフからエジプト、シリア、およびヒジャーズに対する30年間の世襲による統治を認められた。944年の秋にはハムダーン朝の君主のサイフ・アッ＝ダウラによってアレッポとシリア北部が占領され、一度は撃退することに成功したものの、最終的に両者はかつてイフシードとイブン・ラーイクの間で合意していた境界線に沿ってシリアを南北に分割することで945年10月に合意に達した。イフシードはその9か月後にダマスクスで死去し、実力者で軍の最高司令官のアブル＝ミスク・カーフールによる後見のもとで息子のアヌージュールが後継者となった。

## 出自と初期の経歴
13世紀の法学者で伝記作者のイブン・ハッリカーンが編纂した人名辞典によれば、イブン・トゥグジュは882年2月8日にバグダードのクーファ門に通じる路上で生まれた。家族はマー・ワラー・アンナフルのフェルガナ盆地出身のトルコ人であり、王族の子孫であると主張していた。イブン・トゥグジュの先祖の名前である「ハーカーン」はトルコ人の君主号の一つである。イブン・トゥグジュの祖父のジュッフはトゥールーン朝の創始者であるアフマド・ブン・トゥールーンの父親と同様にサーマッラーのアッバース朝の宮廷で軍務に就くためにフェルガナを離れた。ジュッフの息子でイブン・トゥグジュの父親であるトゥグジュ・ブン・ジュッフも父親のジュッフとともにアッバース朝に仕えたが、868年にはエジプトとシリアで自立政権を築いたトゥールーン朝に仕えるようになった。そしてティベリア（ジュンド・アル＝ウルドゥンの首都）、アレッポ（ジュンド・キンナスリーンの首都）、およびダマスクス（ジュンド・ディマシュクの首都）の総督としてトゥールーン朝に仕えた。
トゥグジュ・ブン・ジュッフは903年のダマスクスに対するカルマト派の攻撃を撃退する上で重要な役割を果たした。郊外での戦闘では敗北を喫したものの、エジプトからの援軍の到着によってカルマト派の軍隊が撤退するまでの7か月にわたり都市を防衛し続けた。このような状況の中、イブン・トゥグジュはトゥールーン朝統治下のシリアにおいて若い時代の大半を父親の側で過ごし、行政（ティベリアで父親の副総督を務めた）と軍事に関する初期の経験を積んだ。
896年にアフマド・ブン・トゥールーンの息子のフマーラワイフが死去するとトゥールーン朝は急速に内部崩壊を始め、905年にアッバース朝がシリアとエジプトの直接支配を再確立するために行動を起こした時にはほとんど抵抗を示すことができなかった。トゥグジュ・ブン・ジュッフはムハンマド・ブン・スライマーン・アル＝カーティブの下で侵攻してきたアッバース朝軍に投降し、その見返りとしてアレッポの総督に任命された。しかし、その後すぐにムハンマド・アル＝カーティブが宮廷の陰謀の犠牲になり、トゥグジュ・ブン・ジュッフは息子のイブン・トゥグジュとウバイドゥッラーとともにバグダードで投獄された。トゥグジュ・ブン・ジュッフは906年に獄中で死亡し、兄弟たちはその直後に解放された。
トゥグジュ・ブン・ジュッフの息子たちは、新しくカリフとなった若年のムクタディル（在位：908年 - 932年）を廃位し、年長者のアブドゥッラー・ブン・アル＝ムウタッズを擁立しようとした908年12月の宮廷クーデターに関与した。クーデターの試みは失敗に終わったものの、イブン・トゥグジュとウバイドゥッラーは同様にクーデターに加わっていたフサイン・ブン・ハムダーンの助けを借りてワズィール（宰相）のアル＝アッバース・ブン・アル＝ハサンを殺害し、自分たちを投獄したことに対する復讐を果たした。その後3人は逃亡し、フサイン・ブン・ハムダーンは出身地のジャズィーラ（メソポタミア北部）に戻り、ウバイドゥッラーは東へユースフ・ブン・アビッ＝サージュのもとに向かい、イブン・トゥグジュはシリアへ逃れた。

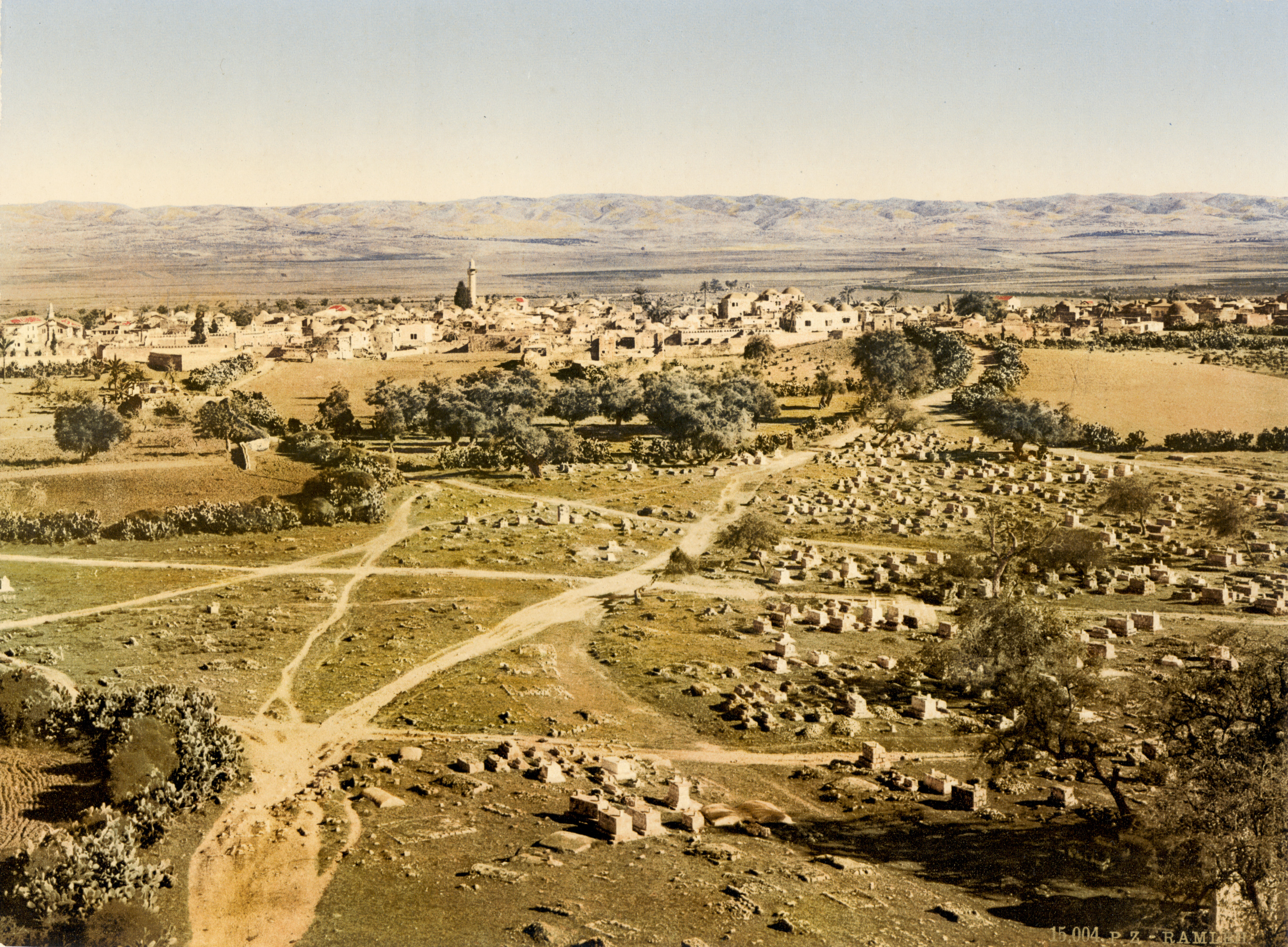
8世紀初頭に建設され、10世紀当時パレスチナの総督府が置かれていたラムラ。（1895年頃）

逃亡先のシリアでイブン・トゥグジュは地方の税務監督官であるアブル＝アッバース・アル＝ビスタムに仕えた。そしてすぐに新しい主人を追ってエジプトに向かい、910年6月のビスタムの死後はその息子に仕えた。やがてイブン・トゥグジュはエジプトの総督であるタキーン・アル＝ハザリーの注意を引くようになり、アンマンを拠点としてヨルダン川以北の地を治めるためにイブン・トゥグジュを派遣した。918年にはムクタディルの母親に仕える女官の1人が含まれていたメッカへの巡礼団をベドウィンの襲撃者から救出したことで、アッバース朝の宮廷において高い評判を得た。その2年後、イブン・トゥグジュはファーティマ朝の侵攻に対してエジプトの防衛を支援することになった際に、アッバース朝軍の最高司令官で実力者のムウニス・アル＝ハーディムのもとで短期間仕えたことをきっかけにムウニスの強力な後ろ盾を得た。この軍事行動の期間中、イブン・トゥグジュはエジプトで最精鋭の部隊を指揮した。両者は信頼関係を築いたとみられ、その後も連絡を取り合っていた。
923年にタキーン・アル＝ハザリーが総督としてエジプトに復帰した際にイブン・トゥグジュはそこでタキーンに仕えたが、928年にタキーンがイブン・トゥグジュに対してアレクサンドリアの知事の職を与えることを拒否したことが原因となり両者の間で軋轢が生じた。イブン・トゥグジュは計略を用いてエジプトの首都のフスタートから逃れ、バグダードからパレスチナ総督の地位を得ることに成功した。当時のパレスチナ総督であったアッ＝ラシーディーはラムラの総督府からダマスクスに逃れ、その後ダマスクスの総督となった。歴史家のジェレ・L・バカラクは、アッ＝ラシーディーの逃亡はイブン・トゥグジュが大規模な軍事力を掌握していた可能性を示すものであると指摘している。3年後の931年7月にイブン・トゥグジュはダマスクス総督の地位に昇進し、アッ＝ラシーディーはラムラに戻った。これらの任命は両方ともイブン・トゥグジュとムウニスの関係によるものであった可能性が高く、さらにこの頃のムウニスは自身の権勢の絶頂期にあった。

## エジプトの占領
933年3月にタキーン・アル＝ハザリーが死去し、その息子のムハンマド・ブン・タキーンが後任のエジプト総督に任命された。しかしながら、ムハンマド・ブン・タキーンはエジプトで権力を確立することに失敗した。そしてイブン・トゥグジュが同年8月に新しく総督に任命されたものの、エジプトへ赴任する1か月前に任命が取り消され、代わりにアフマド・ブン・カイガラグが任命された。イブン・トゥグジュの任命が取り消された時期は、9月22日のカリフのカーヒル（在位：932年 - 934年）によるムウニスの逮捕（およびその後の処刑）と一致しており、イブン・トゥグジュの任命もほぼ間違いなくムウニスによるものであったことを示唆している。ムウニスの失脚後、カーヒルがダマスクスのイブン・トゥグジュに代わってブシュリーという名の宦官を送り込んだという事実はこの見方を裏付けている。ブシュリーはダマスクスと同時に任命されていたアレッポの総督の地位を確保することはできたが、ダマスクスのイブン・トゥグジュはブシュリーが後任となることに抵抗し、ブシュリーを破って捕虜とした。その後、カーヒルはアフマド・ブン・カイガラグにイブン・トゥグジュを強制的に排除するように命じた。しかしながら、アフマド・ブン・カイガラグはイブン・トゥグジュに向けて進軍したにもかかわらず、両者は戦うことを避けて面会した。そして相互に支援することと現状を維持することで合意した。
その後、エジプトはますます混乱の様相を深めていき、アフマド・ブン・カイガラグにはエジプトに秩序を取り戻すだけの能力がないことが明らかとなった。935年までに軍隊は俸給の不足をめぐって暴動を起こし、さらにはベドウィンの襲撃が再開された。同時にムハンマド・ブン・タキーンと財務長官のアブー・バクル・ムハンマド・ブン・アリー・アル＝マーザラーイー（アフマド・ブン・トゥールーンの時代からエジプトの財政を支配し、莫大な富を蓄えてきた世襲官僚の継承者）がアフマド・ブン・カイガラグの立場を弱体化させ、その地位をも望むようになった。そしてムハンマド・ブン・タキーンを支持するトルコ人兵士を中心とする東部出身者（マシャーリカ）と、アフマド・ブン・カイガラグを支持するベルベル人と黒人を中心とする西部出身者（マガーリバ）の間で軍事衝突に発展した。

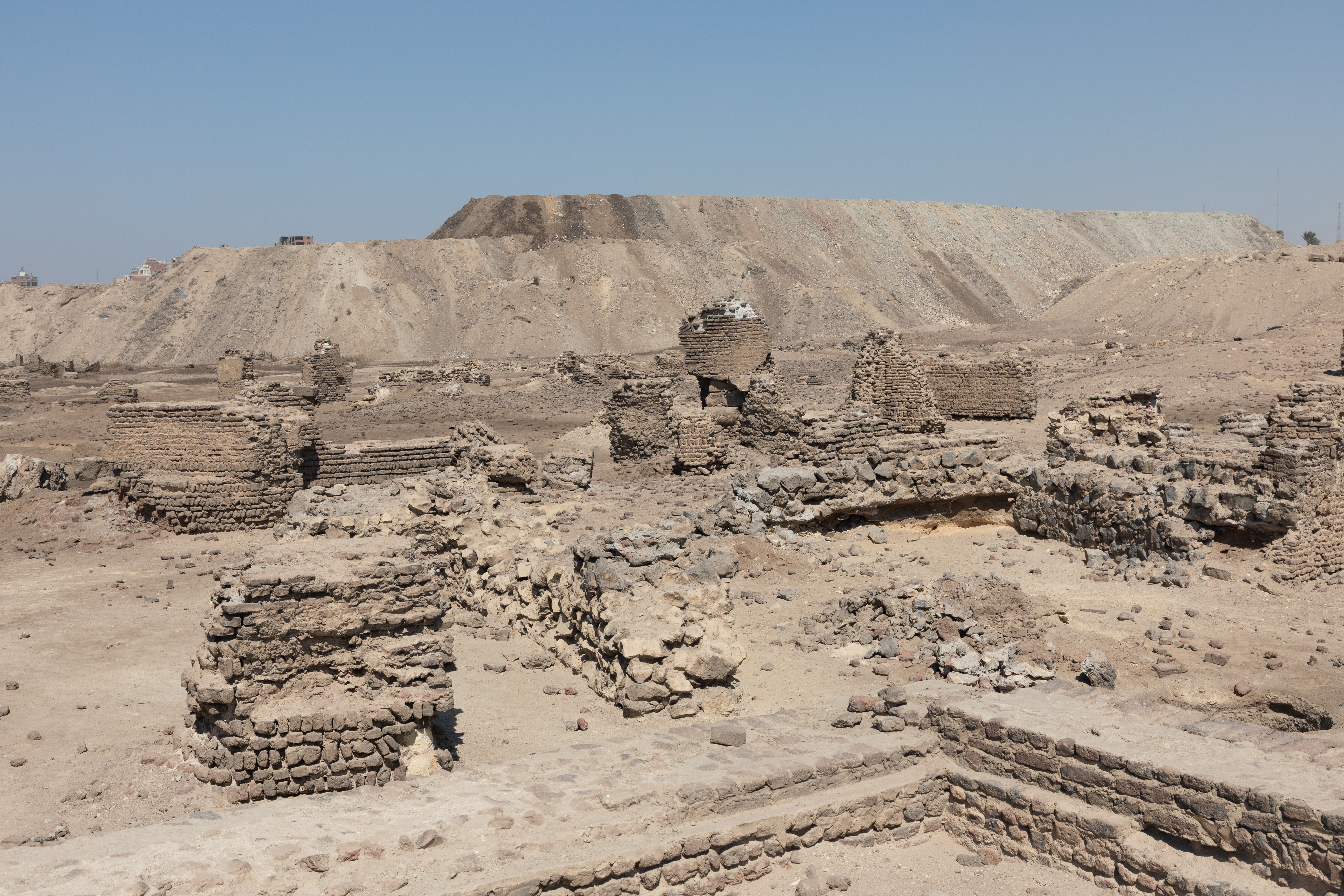
フスタートの遺跡（2017年）

この頃にイブン・トゥグジュは以前のアッバース朝のワズィールで西部方面の監査官であるアル＝ファドル・ブン・ジャアファル・ブン・アル＝フラート（息子のジャアファル・ブン・アル＝ファドル・ブン・アル＝フラートはイブン・トゥグジュの娘の一人と結婚し、イフシード朝のワズィールとなった）の支援を得たことで再びエジプトの総督に任命された。イブン・トゥグジュは万全を期して陸と海からエジプトへ侵攻する軍隊を組織した。アフマド・ブン・カイガラグは進軍を遅らせることには成功したものの、最終的にイブン・トゥグジュの艦隊がティンニースとナイルデルタを占領し、首都のフスタートに向けて進軍した。策略で後手に回り、戦闘で敗北したアフマド・ブン・カイガラグはファーティマ朝へ逃亡した。勝利したイブン・トゥグジュは935年8月26日にフスタートに入った。
イブン・トゥグジュはエジプトの首都を支配下に収めたものの、一方ではその占領がきっかけとなり、すぐにファーティマ朝と対決する必要に迫られた。イブン・トゥグジュへの服従を拒否したマガーリバはハバシー・ブン・アフマドの統率の下でアレクサンドリアに向かい、さらには西方のバルカへ逃れた。そしてエジプトへ侵攻するためにファーティマ朝のカリフのカーイム（在位：934年 - 946年）を招き入れ、その支援を仰いだ。ファーティマ朝の当初の侵略は成功を収めた。ベルベル人のクターマ族の軍隊がナイル川のローダ島を占領し、武器庫を焼き討ちした。さらにはイブン・トゥグジュの海軍の提督のアリー・ブン・バドルとバジュカムがファーティマ朝へ投降し、アレクサンドリアは936年3月にファーティマ朝の軍隊によって占領された。それにもかかわらず、3月31日にイブン・トゥグジュの兄弟のアル＝ハサンがアレクサンドリアの近郊でファーティマ朝軍を打ち破り、都市からファーティマ朝の軍隊を追い出すとともにエジプトからバルカの拠点へ撤退させた。イブン・トゥグジュはこれらの軍事行動が継続している間、特に軍隊による略奪を禁じていた。バカラクによれば、これは「エジプトで定着することに向けた長期的な視点」に立っていたことを示している。

## エジプトの統治

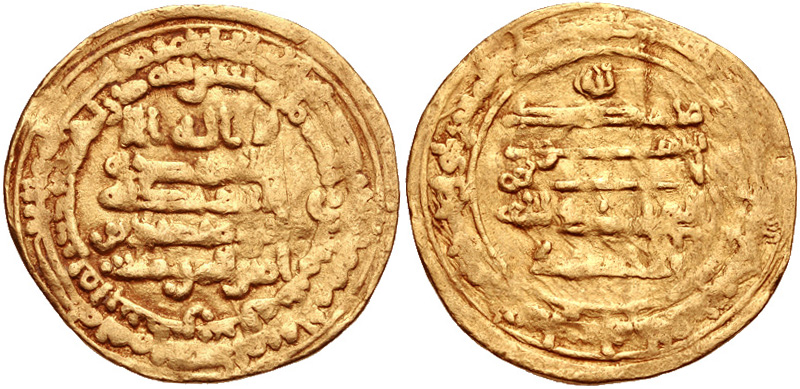
ヒジュラ暦333年（西暦944/5年）にパレスチナで鋳造されたイフシードのディナール金貨。942年以降、イフシードはカリフの名とともに自分の名と称号（ムハンマド・アル＝イフシード）を硬貨に刻んだ。

936年にアッバース朝のカリフのラーディー（在位：934年 - 940年）に手紙を記したイブン・トゥグジュは、ファーティマ朝の侵略を打ち破り、地域内の財政状況を改善するために最初の措置を講じたとする称賛に値する記録を報告することができた。カリフはイブン・トゥグジュの地位を追認し、栄誉の賜衣（ヒルア）を送った。歴史家のヒュー・ナイジェル・ケネディが記しているように、「ある意味ではファーティマ朝の脅威は実際にイブン・トゥグジュを助けた」。なぜならば、イブン・トゥグジュがアッバース朝を支援している限り、「カリフは見返りとしてその支配に承認を与える用意ができていた」からである。アッバース朝の宮廷における名声は、もともとは祖先の故郷であるフェルガナの王たちが称していた「イフシード」のラカブ（尊称）を求めるのに十分なものであった。938年に出されたこの要求に対する正式な承認は939年7月まで先延ばしされたものの、カリフのラーディーは最終的にこの要求を認めた。承認を受けたのち、イブン・トゥグジュはこれ以降この新しい称号でのみ呼ぶように求めた（以下ではイブン・トゥグジュをイフシードと表記する）。
イフシードの国内政策がどのようなものであったかはほとんど知られていない。それにもかかわらず、その治世における国内問題に関する史料上の沈黙は、迅速に鎮圧された942年の小規模なシーア派の反乱を別にすれば、かつてのベドウィンの襲撃や物価の高騰による都市の暴動、ないしは軍隊や王家の陰謀や反乱といった状況とは全く対照的であり、イフシードがエジプト国内の安定と秩序ある統治の回復に成功したことを示している。イブン・ハッリカーンの人名辞典は、イフシードについて、「毅然とした君主であり、戦争においては優れた先見の明を示し、自身の帝国の繁栄のために細心の注意を払っていた。そして軍人を名誉をもって扱い、その能力と正義によって統治した」と記している。イフシードにとって対抗者となる可能性があったマーザラーイーとムハンマド・ブン・タキーンは説得を受け入れて新しい政権に参与した。マーザラーイーは自身の部隊が早々に逃亡した中でイフシードの政権奪取に対する無謀な抵抗を試み、その結果として当初はイフシードによって投獄されていた。その後、939年になって解放されるとすぐに地位と影響力を回復し、946年にはイフシードの息子で後継者となったアヌージュールに短期間摂政として仕えた。しかしながら、地位を追われて1年間投獄され、その後は引退して957年に死去するまで私人として暮らした。また、かつてのトゥールーン朝と同様に、イフシードもトルコ人と黒人の奴隷兵を含む大規模な自身の軍団を築き上げることに特別な注意を払っていた。

## 外交政策とシリアをめぐる抗争
イフシードはエジプトの統治者兼軍司令官として忍耐強く慎重に振る舞った。そしてバグダードのアッバース朝政権の実力者との結びつきや交渉によって、実力行使に及んだ場合と同程度に多くの目標を達成した。また、アフマド・ブン・カイガラグと対立した際の行動に見られるように、イフシードは実力行使に出る場合でも可能な限り直接的な軍事対立を避ける傾向にあった。この対立では直接戦闘に及ぶ代わりに休戦協定を結び、行動を起こす前にエジプトの状況を探る時間を得た。
イフシードはアフマド・ブン・トゥールーンと同様の足跡をたどったが、シリアやその他のアッバース朝の領域に対する政策において特に明らかであったように、その野心はより控えめであり、目標はより現実的であった。歴史的にシリア、特にパレスチナの保有は、エジプトへの最も重要な侵入路を防ぐ必要性から、エジプトの多くの支配者にとって外交政策上の重要な目標となっていた。イフシードより前の時代のアフマド・ブン・トゥールーンと後の時代のサラーフッディーンは、シリアの支配を確保するためにその治世において多くの労力を費やし、実際にその目標を達成するために歳入と資源の大部分の調達先としてエジプトを利用した典型的なエジプトの支配者の例であった。しかし、イフシードはこれらの支配者とは異なっていた。バカラクはイフシードを「慎重で保守的な現実主義者」と表現している。イフシードの目標は限定的ではあったものの明確だった。主な関心事はエジプトの安定化とエジプト一帯を支配する世襲王朝としての家門の確立であり、シリアの支配は副次的な目標に留まった。また、当時の他の軍閥の有力者とは異なり、イフシードは全権を有するアミール・アル＝ウマラー（大アミール）の官職を通じてバグダードとアッバース朝政権を支配する争いに加わる意思はなかった。実際にカリフのムスタクフィー（在位：944年 - 946年）がその地位を与えると持ちかけた時にイフシードはその提案を断っている。

### イブン・ラーイクとの対立

9世紀のアッバース朝統治下におけるシリアとその軍事区（ジュンド）を表した地図

エジプトからファーティマ朝の軍隊を排除した後、イフシードは軍隊を派遣してアレッポに至るシリア全土を占領した。そして、かつてアフマド・ブン・トゥールーンが行ったように、シリア北部に対する支配を強化するために現地の部族であるキラーブ族と同盟を結んだ。シリアの総督として付託された権限はキリキアのビザンツ帝国（東ローマ帝国）との国境地帯（スグール）にまで及んだ。その結果、936年と937年の間、もしくは937年と938年の間（恐らくは937年の秋）にイフシードは捕虜交換について交渉するためにビザンツ皇帝ロマノス1世レカペノス（在位：920年 - 944年）が派遣した使節団を迎え入れることになった。交渉はカリフのラーディーの名の下で行われたが、通常このような事案の連絡と交渉は地方の総督ではなくカリフに対して行われるものであったため、これは特別な名誉であり、イフシードの自治権に対する暗黙の承認でもあった。捕虜交換は938年の秋に実施され、6,300人のイスラーム教徒が同数のビザンツ人の捕虜との交換で解放された。ただし、ビザンツ側はアッバース朝側よりも800人多い捕虜を抱えていたため、これらの捕虜に対しては身代金を支払わなければならず、残りの捕虜は続く6か月の間に徐々に解放された。
936年から938年にかけて、バグダードではアミール・アル＝ウマラーのイブン・ラーイクがイフシードの古くからの支持者でありワズィールに再任されていたアル＝ファドル・ブン・ジャアファル・ブン・アル＝フラートとともに権力を握っていた。この間、イフシードはバグダードと良好な関係を築いていた。しかしながら、イブン・ラーイクはトルコ人のバジュカム・アル＝マーカーニーによって地位を追われ、その後、カリフからシリアの総督に任命された。そして939年にイフシードに対してその地位を要求するために西方へ進軍した。
イブン・ラーイクの任命はイフシードを激怒させ、イフシードは事情を明らかにするためにバグダードへ使者を派遣した。これに対してバジュカムは、カリフは自分が選んだ者を任命したかもしれないが、結局のところそこは重要ではないと話した。そして誰がシリア、さらにはエジプトの総督であるかを決めるのは軍事力であり、名目的なカリフによる任命ではないとし、イブン・ラーイクとイフシードのどちらかが紛争で勝利を収めた場合、すぐにカリフによって追認されるだろうと伝えた。この返事はイフシードのさらなる怒りを買った。そしてしばらくの間、アッバース朝が自分の地位を正式に再承認するまでアッバース朝のカリフではなく自分の名を硬貨に打刻し、金曜礼拝の説教（フトバ）も自分の名の下で朗誦させ、さらには娘の一人をファーティマ朝のカリフのカーイムに嫁がせると脅したと伝えられている。しかし、当時のファーティマ朝はアブー・ヤズィードの反乱への対処に集中していたため、イフシードに対していかなる支援も行える状況にはなかった。
ラッカから進軍したイブン・ラーイクの軍隊はイフシードの兄弟のウバイドゥッラーが総督を務めていたシリア北部を速やかに占領し、エジプトの軍隊は南方へ撤退した。939年10月か11月までにイブン・ラーイクはラムラに到達し、さらにシナイ半島へ向かった。一方でイフシードはイブン・ラーイクと対決するために自身の軍隊を率いて進軍した。そしてファラマにおける短期間の戦闘の後に両者はシリアを分割することで合意した。合意によってラムラ以南の地域がイフシードの支配下に入り、その他の北方の地域がイブン・ラーイクの支配下に入った。しかし、940年5月または6月にイフシードはイブン・ラーイクが再びラムラに向かったことを知り、戦いに臨むために再び軍隊を率いた。この2度目の戦争においてイフシードはアリーシュで敗北を喫したものの、すぐに軍隊を立て直した。そしてイブン・ラーイクを迎撃してエジプトへの侵入を完全に阻止し、イブン・ラーイクはダマスクスへの撤退を余儀なくされた。さらにイフシードは別の部隊を兄弟のアブー・ナスル・アル＝フサインに与えてイブン・ラーイクに向けて送り出した。しかし今度はイブン・ラーイクがラッジューンで勝利を収め、アブー・ナスルは戦死した。イブン・ラーイクは勝利したものの、最終的には和平を結ぶ道を選んだ。そしてアブー・ナスルを名誉をもって埋葬し、息子のムザーヒムを使者としてエジプトへ派遣した。自身の政治方針に忠実であったイフシードはこの和平の提案を受け入れた。イフシードは和平によって前年に合意した領土を回復したが、一方で貢納金として年間140,000ディナールをイブン・ラーイクへ支払うことになった。さらにイフシードの娘のファーティマとムザーヒムの結婚によって和平をより確実なものにした。

### ハムダーン朝との対立

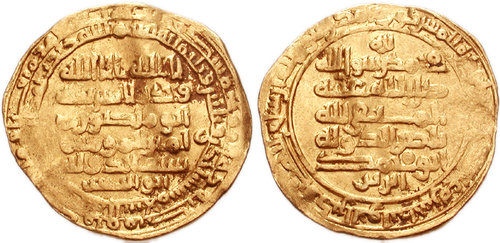
ヒジュラ暦331年（西暦942/3年）にバグダードで鋳造されたナースィル・アッ＝ダウラとサイフ・アッ＝ダウラの名が刻まれているディナール金貨

しかしながら、バグダードにおいて政治的な混乱が続いたためにこの和平は長くは続かなかった。941年9月にイブン・ラーイクはカリフのムッタキー（在位：940年 - 944年）の求めに応じて再びアミール・アル＝ウマラーの地位に復帰したものの、かつてのような影響力は持ち合わせていなかった。イブン・ラーイクはもう一人の実力者でバスラを本拠地とするアブル＝フサイン・アル＝バリーディーの侵攻を食い止めることができず、カリフとともにバグダードを放棄してモースルのハムダーン朝の支配者に助けを求めざるを得なくなった。その後まもない942年4月にハムダーン朝を統治していたアブー・ムハンマド・アル＝ハサン（フサイン・ブン・ハムダーンの甥にあたる）がイブン・ラーイクを殺害し、カリフからナースィル・アッ＝ダウラ（王朝の守護者）のラカブを得て後任のアミール・アル＝ウマラーとなった。
イフシードはこの機会に乗じてシリアを再度占領するべく942年6月に自ら軍隊を率いてダマスクスへ遠征し、943年1月にエジプトへ引き上げた。同じ時期にハムダーン朝もシリアに対する領有権を主張したが、この時のイフシードとハムダーン朝のシリアにおける軍事活動の詳細は記録に残されていない。その後、アミール・アル＝ウマラーとしてのナースィル・アッ＝ダウラの立場は弱体化し、943年6月にトルコ人の将軍であるトゥーズーンによって追放された。ムッタキーは新たにアミール・アル＝ウマラーとなったトゥーズーンに不安を抱くようになり、同年10月にバグダードから逃れてハムダーン朝に保護を求めた。ハムダーン朝はカリフを保護したものの、2度にわたるトゥーズーンとの戦闘に敗れ、最終的にトゥーズーンによるイラクの領有を認める代わりにジャズィーラとシリア北部がハムダーン朝に与えられることになった。トゥーズーンとハムダーン朝は944年5月にこの協定を結び、ナースィル・アッ＝ダウラは協定によって支配が認められたシリア北部を奪うために従兄弟のアル＝フサイン・ブン・サイードを派遣した。このハムダーン朝の侵攻に対してイフシード朝の軍隊は投降するか撤退し、アル＝フサインはジュンド・キンナスリーンとジュンド・ヒムスを速やかに占領した。

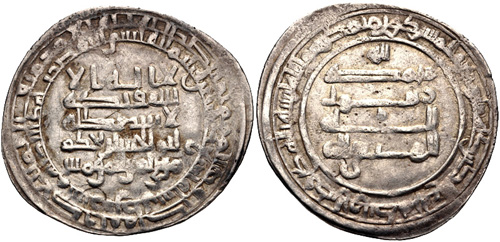
ヒジュラ暦329年（西暦940/1年）にサーマッラーで鋳造されたアミール・アル＝ウマラーのバジュカムの名がともに刻まれているカリフのムッタキーのディルハム銀貨

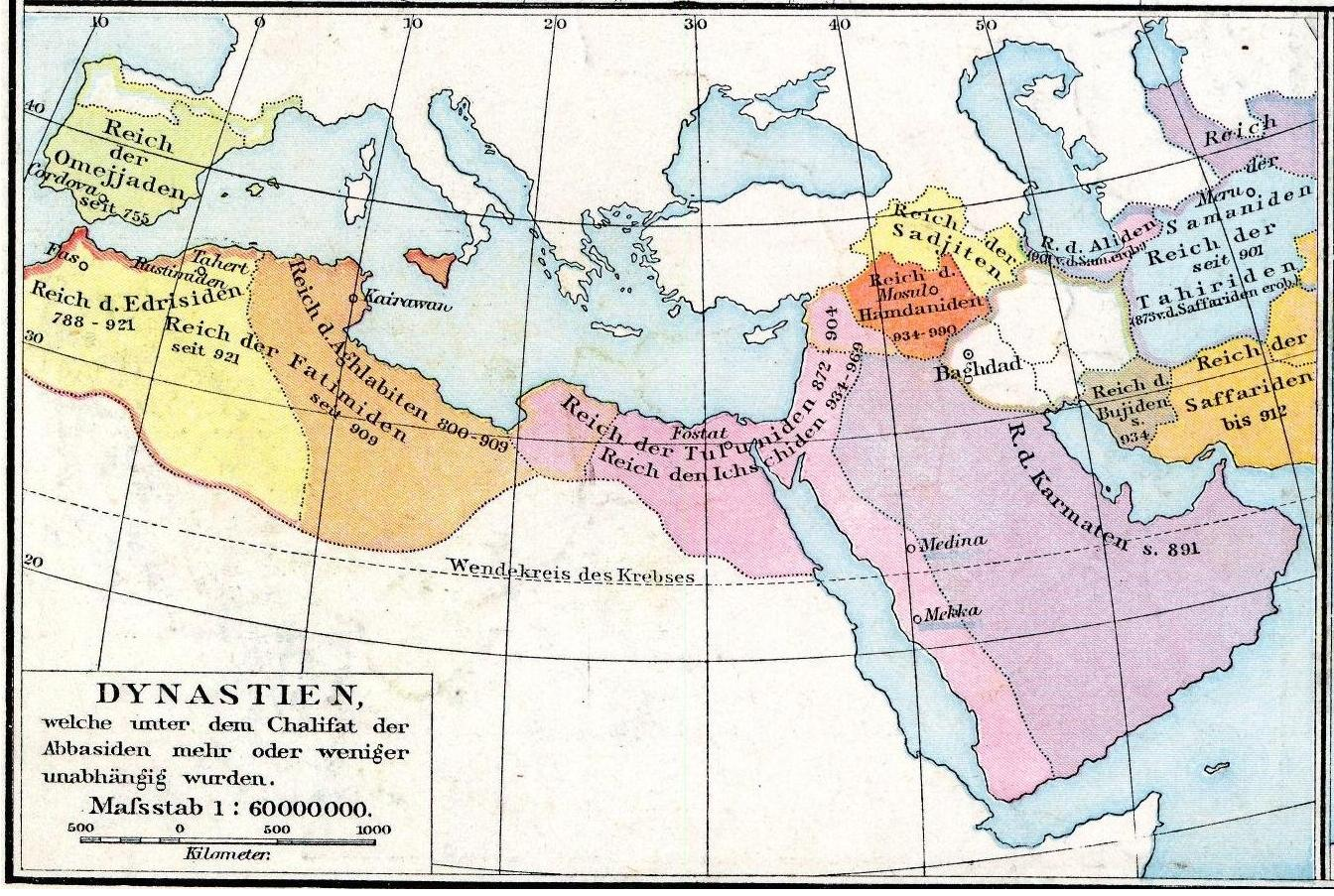
9世紀から10世紀にかけてのアッバース朝の分裂状況を表した地図

その一方でナースィル・アッ＝ダウラの弟のサイフ・アッ＝ダウラとともに行動していたムッタキーはトゥーズーンが進軍してくる前にラッカへ逃れていたが、ナースィル・アッ＝ダウラがカリフの滞在に対して不満を持つようになったために次第にハムダーン朝に不快感を抱くようになり、さらにはトゥーズーンに対する不信感から（早ければ943年の冬に）イフシードに手紙を書いて支援を求めた。イフシードは速やかに軍隊を率いてシリアへ侵入することでこれに応えた。ハムダーン朝の守備隊はイフシードの軍隊を前にして撤退し、944年9月にイフシードはラッカに到着した。イフシードはイブン・ラーイクを殺害したハムダーン朝を信用せず、サイフ・アッ＝ダウラが街を離れるのを待ってから街に入ってカリフと面会した。そしてムッタキーに対してトゥーズーンが危険な人物であることを指摘し、ともにエジプトへ来るか、少なくともラッカに留まるように説得を試みたものの、カリフはこの提案を拒否した。一方、ムッタキーもイフシードをトゥーズーンと戦わせようとしたが、イフシードはこれを拒否した。結局、ムッタキーがバクダードへの帰還を望んだために、イフシードはカリフに2名の従者と兵を付け、ムッタキーが帰還を決心した旨とムッタキーに従うように促す手紙を書いてトゥーズーンに使者を送った。
最終的にイフシードは、886年にトゥールーン朝のフマーラワイフとカリフのムウタミド（在位：870年 - 892年）の間で結ばれた条約とほぼ同様の内容で条約を事実上再締結する合意を確保したため、会談は完全に無益なものとはならなかった。カリフは30年間のイフシードの子孫による世襲の権利とともに、エジプトとシリア（スグールを含む）、およびヒジャーズ（イスラームの2つの聖地であるメッカとマディーナの名誉ある守護者としての責務も負っている）に対するイフシードの支配権を認めた。イフシードは前年にエジプトを離れていた際に、まだ成年に達しておらず、忠誠の誓い（バイア）を立てさせる必要があった息子のアヌージュールをすでに摂政として指名していたために、この世襲の承認は当初から見込まれていたものだった。しかしながら、歴史家のマイケル・ブレットが指摘しているように、ヒジャーズの聖地がカルマト派の襲撃にさらされ、国境地帯のスグールはビザンツ帝国によってますます脅かされつつあり、さらにはハムダーン朝がアレッポを含むシリア北部の領有を強く望んでいたために、カリフから与えられたこれらの地域は「ありがたくもあり、ありがたくもないもの」であった。
ムッタキーはトゥーズーンの忠誠心に疑いを抱いていたものの、結局トゥーズーン側の人物の言動を信用してバグダードへ向かった。しかし、944年10月にトゥーズーンとの会見に臨んだムッタキーはその場で捕えられ、盲目にされた上で退位させられた。そしてカリフの地位はムスタクフィーに取って代わられた。ムスタクフィーはイフシードの総督の地位を再承認したが、イフシードがすぐに新しいカリフを承認したわけではなかったために、この時点では承認はまだ意味をなさないものだった。13世紀の歴史家のイブン・サイード・アル＝マグリビーは、イフシードがすぐに忠誠の誓いを行い、新しいカリフの名の下で金曜礼拝のフトバを朗誦したと記している。しかしバカラクは、入手可能な硬貨の証拠に基づき、イフシードはムスタクフィーとその後継者でブワイフ朝がカリフの地位に据えたムティー（在位：946年 - 974年）の両者ついて、自身が鋳造する硬貨にカリフの名の打刻をしばらく控える（この行為はバグダードからの意図的で明白な独立の意思表示とみなされ得る）ことで承認を数か月遅らせていたようにみえると指摘している。このイフシードの自立を示す証拠は他の史料からも認められ、同時代にビザンツ帝国で著された『儀式の書』には、宮廷文書において「エジプトのアミール」に対する文書にバグダードのカリフに対するものと同じ4ノミスマ金貨に相当する価値の金印が用いられたと記録されている。
ムッタキーとの会談を終えたイフシードはエジプトに戻ったものの、シリアへの野心を持つサイフ・アッ＝ダウラに対してその領域を無防備な状態で残した。シリアに残されたイフシード朝の軍隊は比較的弱体であり、キラーブ族の支持を得たサイフ・アッ＝ダウラは944年10月29日にほとんど困難を伴うことなくアレッポを占領した。そしてヒムスにまで至るシリア北部一帯へ支配地を広げ始めた。イフシードは宦官のアブル＝ミスク・カーフルとファーティクが指揮する軍隊をハムダーン朝に向けて派遣したが、ハマーの近郊で敗北を喫し、エジプトへ撤退してダマスクスとパレスチナをハムダーン朝に明け渡した。この結果、イフシードは945年4月に直接指揮を執って再び軍事行動を起こさざるを得なくなった。しかしその一方でサイフ・アッ＝ダウラに対して使者を派遣し、サイフ・アッ＝ダウラによるシリア北部の支配を認める代わりにイフシードがダマスクスとパレスチナを領有し、ハムダーン朝に対して毎年貢納金を支払うという以前のイブン・ラーイクとの合意に沿った内容による協定の締結を提案した。これに対してサイフ・アッ＝ダウラはこの提案を拒否し、エジプトを征服すると豪語すらしたと伝えられている。しかし、イフシードの工作員が困難を伴いながらもハムダーン朝の何人かの指導者を賄賂で取り込み、ダマスクスの市民を味方へ引き入れることに成功した。そしてダマスクスの市民はハムダーン朝に対して城門を閉ざし、イフシードのために城門を開いた。その後、双方の軍隊は5月にキンナスリーン付近で衝突し、イフシードが勝利を収めた。サイフ・アッ＝ダウラはラッカへ敗走し、イフシードはアレッポを占領した。

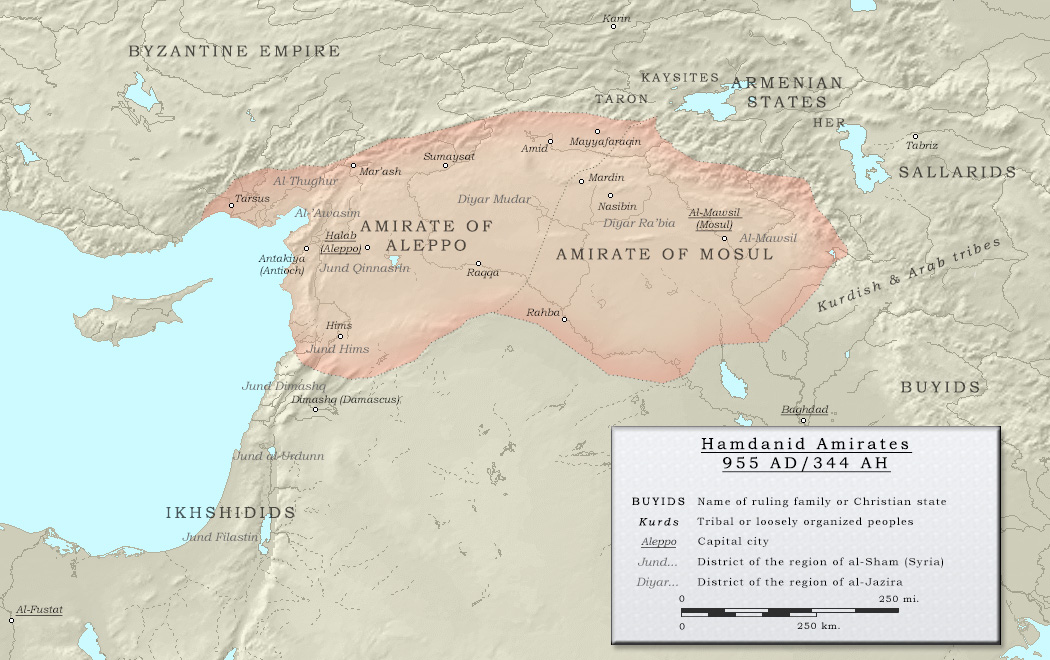
955年時点のハムダーン朝の領土を表した地図

この成功にもかかわらず、イフシードは概ね以前の提案に沿った内容で10月にハムダーン朝と合意に達した。イフシードはこの合意の中でシリア北部に対するハムダーン朝の支配を認め、サイフ・アッ＝ダウラがダマスクスに対するすべての主張を放棄することと引き換えに毎年貢納金を支払うことにも同意した。また、サイフ・アッ＝ダウラはイフシードの娘か姪の一人と結婚することになった。イフシードにとってアレッポの維持はエジプトの東方の防波堤であるダマスクスが存在するシリア南部ほど重要ではなかった。そして、サイフ・アッ＝ダウラの支配下に留まるという条件の下でハムダーン朝によるシリア北部の領有を積極的に認めた。東洋学者のティエリ・ビアンキは、イフシードは歴史的にジャズィーラとイラクの影響を強く受けていたシリア北部とキリキアの支配を主張し、さらにはその支配を維持し続けることが難しいことを理解していたであろうと述べ、エジプトはこれらの遠方の地域に対する主張を放棄することによって、これらの地域における大規模な軍隊の維持費用を免れただけでなく、ハムダーン朝がイラクと復活を遂げたビザンツ帝国の双方からの侵略に対する緩衝国家として有効な役割を果たすことになったと指摘している。実際に、直接国境を接していないこととファーティマ朝に対する共通の敵意が両者の利害が衝突しないことを保証していたために、イフシードとその後継者による統治の期間を通してビザンツ帝国との関係はかなり友好的であった。サイフ・アッ＝ダウラがイフシードの死の直後に再びシリア南部への侵入を試みたにもかかわらず、この時に合意に達したエジプトが支配するシリア南部とメソポタミアの影響下にあるシリア北部を分ける境界線は、シリア北部が1260年にエジプトのマムルーク朝によって占領されるまで、双方の王朝が存続した期間を超えて存在し続けた。

## 死と遺産

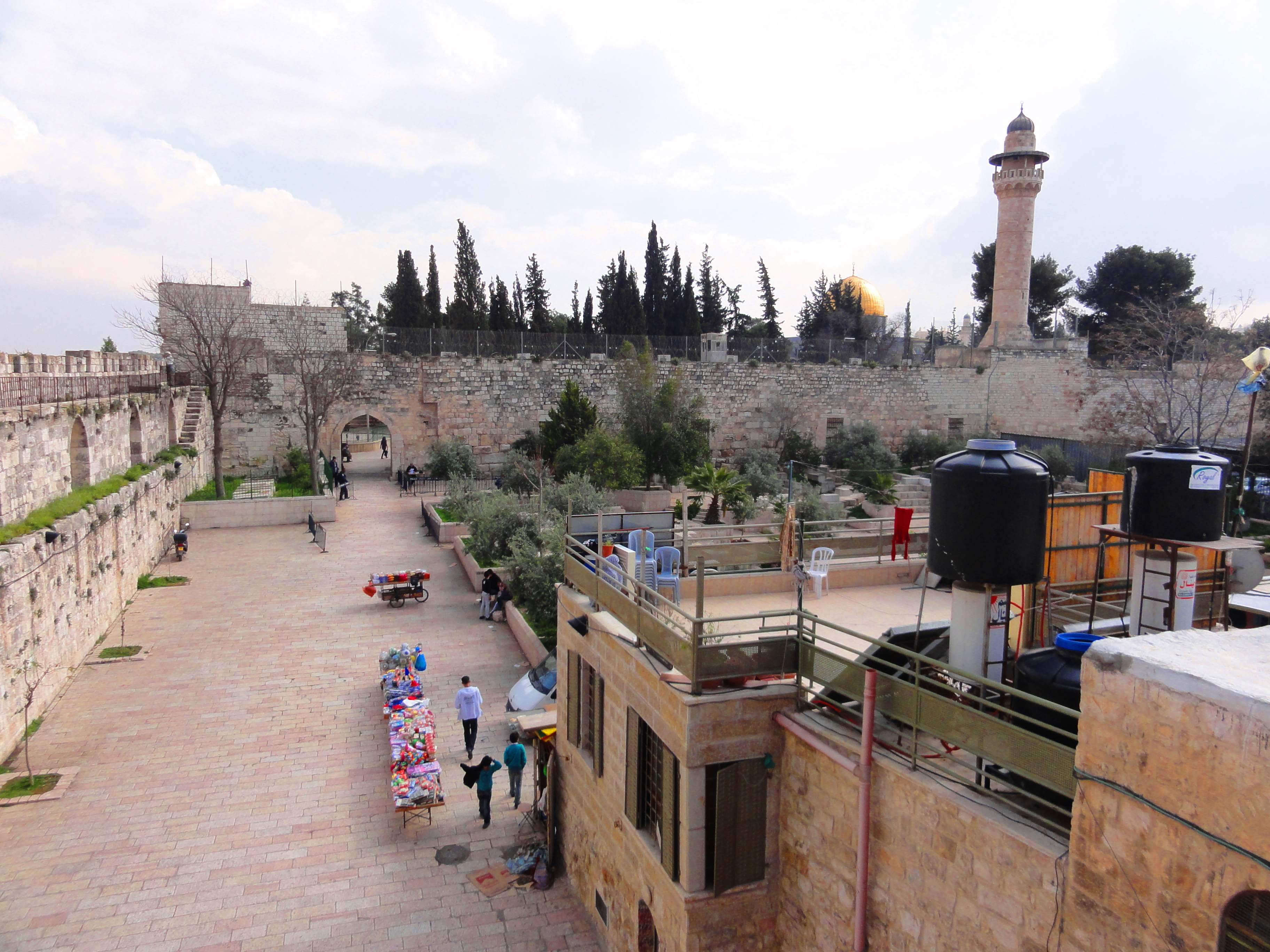
エルサレム旧市街のガザーリー広場から眺める神殿の丘とその門の一つである部族の門（2011年）。イフシードの遺体はこの門の近くに埋葬された。

946年の春の半ばにイフシードはさらなる捕虜交換のためにビザンツ帝国へ使者を派遣した（最終的に捕虜交換はイフシードの死後の同年10月にサイフ・アッ＝ダウラの支援の下で行われたと考えられている）。ビザンツ皇帝コンスタンティノス7世（在位：913年 - 959年）はこれに応じてヨハネス・ミュスティコスが率いる使節団を派遣し、使節団は7月11日にダマスクスに到着した。そしてイフシードは使節団の到着からまもない946年7月24日にダマスクスで死去した。遺体はエルサレムへ運ばれ、神殿の丘の部族の門の近くに埋葬された。その後は有能な実力者である軍の最高司令官のカーフールが影響力を行使したことで、異論を挟まれることなく平和裡にイフシードの息子のアヌージュールが後継者となった。イフシードによって取り立てられた多くのアフリカ出身の黒人奴隷の一人であったカーフールは、その後20年にわたってエジプトの最高位の大臣であり、事実上の統治者であり続けた。さらに966年には自ら統治者となり、その2年後の968年に死去した。そして969年にはカーフールの死後の混乱に乗じたファーティマ朝がエジプトを侵略して征服し、エジプトの歴史の中で新しい時代が始まることになった。
イブン・サイードは、イフシードと以前のトゥールーン朝の統治者たち、特にアフマド・ブン・トゥールーンとの間の多くの類似点に注目した。また、エジプトの占星術師の中には、イフシードがエジプトに入った日はアフマド・ブン・トゥールーンがエジプトに入った日と同じであり、さらにはその時に東の地平線（アセンダント）に現れた星も同じであったと主張する者もいたと記録している。しかしながら、両者には重要な違いがあった。ヒュー・ナイジェル・ケネディによれば、イフシードにはトゥールーン朝の「華やかさ」が欠けていた。アル＝カターイに完全に新しい首都とイブン・トゥールーン・モスクを建設したアフマド・ブン・トゥールーンとは異なり、イフシードは芸術家や詩人たちのパトロンでもなければ重要な建設者でもなかった。イフシードの外交政策における慎重さや自制といった点も他の同時代の人々や前後の時代のエジプトの支配者たちと比べて全く対照的であり、同時代の人々からはしばしば臆病者であると誤解され、極端に用心深いという評判を得ていた。
その一方で、イフシードはアフマド・ブン・トゥールーンと比べて教養では劣っていたものの、アフマドを手本として努力をしていたとイブン・サイードは記している。また、イフシードを「気が短く大食漢であった一方で、抜け目がなく富に対して貪欲な傾向にあった」と説明しており、美しい物に価値を認め、外国から持ち込まれた贅沢品、特に香料を愛好していたと記録している。この外来の贅沢品への嗜好はフスタートの上流階級にも広まり、エジプトの地場の産品の様式と流行に影響を与え、職人たちによってその様式が取り入れられるようになった。